# 80-cm-Kanone (E)
Die 80-cm-Kanone (E) war ein schweres „Sondergeschütz“ der Wehrmacht im Zweiten Weltkrieg. Hergestellt wurde es von den Krupp-Werken unter dem Namen Schwerer Gustav. Es handelte sich um das weltweit größte und aufwendigste mobile Geschütz, das jemals im Einsatz war. Insgesamt wurden zwei Exemplare gebaut, von denen nur das später von den Artilleristen so genannte Dora-Geschütz zu einem einzigen Kampfeinsatz kam. Die Kanone wurde im Gegensatz zu ihrer Bauart dennoch als Eisenbahngeschütz bezeichnet, obwohl sie nicht einlastig auf dem Schienenweg verlegbar war. Sie konnte nur in mehreren einzelnen Teillasten bewegt werden und benötigte zum Aufbau eine gewisse Vorlaufzeit (im Gegensatz zu den klassischen Eisenbahngeschützen). Für den Einsatz mussten separate kurze Gleiswege mit einer Schießkurve errichtet werden.

## Geschichte

### Entwicklung und Produktion
Anlass für die Entwicklung schwerster Kanonen war die Erkenntnis, dass der Wehrmacht für die Zerstörung von Festungsbauwerken der Maginot-Linie keine geeigneten Waffen zur Verfügung standen. Die Geschütze sollten aus vorzubereitenden Stellungen innerhalb des eigenen Territoriums eingesetzt werden, jedoch in Teillasten über das normale Schienenverkehrsnetz transportabel sein. 1935 legten die Krupp-Werke Entwürfe für die Kaliber 70, 80, 85 und 100 cm vor. Das Heereswaffenamt zögerte zunächst mit einer Bestellung. Hitler besuchte 1936 die Krupp-Werke; im folgenden Jahr gab das Waffenamt den Auftrag für drei Geschütze des Kalibers 80 cm. Trotz des Baus zusätzlicher Werkhallen konnte Krupp den ursprünglichen Liefertermin für das erste Geschütz im März 1940 nicht einhalten; es wurde im Sommer 1941 fertiggestellt.
Für die gesamte Projektleitung bei Krupp war Direktor Erich Müller (1892–1963) verantwortlich. Sein Spitzname war „Kanonen-Müller“, da er für die Planung und Entwicklung der Geschütze bei Krupp verantwortlich zeichnete. Dem Konstruktionsprinzip nach waren es Kanonen in Haubitzenbauweise mit hydraulischem Schubkurbelverschluss. Das Geschützrohr bestand aus Mantelrohr und Seelenrohr. Es war in einer Rohrwiege gelagert, die zwischen zwei langen Lafettenholmen montiert wurde. Die Lafettenholme waren wiederum über Zwischenträger auf insgesamt acht fünfachsigen Drehgestellen gelagert, die auf zwei parallelen Gleisen liefen. Das Geschütz wurde über einen eigenen Generator mit Strom versorgt und konnte zur Feineinrichtung über Elektromotoren an einigen der Achsen bewegt werden.
Bei Krupp trug das erste Geschütz die Bezeichnung „Schwerer Gustav“, das baugleiche zweite die Bezeichnung „Schwerer Gustav 2“, das projektierte dritte Geschütz aufgrund seiner Modifikationen die Bezeichnung „Langer Gustav“. Eine weitere Bezeichnung bei Krupp war „Gustav-Gerät“. Der Name „Dora“ entstand 1942 bei der Artillerie. Das dritte Geschütz wurde mit dem Kaliber 52 cm und einer Rohrlänge von 48,00 Metern projektiert, aber nicht mehr fertiggestellt. Geplant war ein Einsatz am Ärmelkanal gegen Ziele in England.
Das erste einlagige Seelenrohr wurde im September 1941 auf dem Schießplatz Hillersleben auf einer Behelfslafette eingeschossen. Die Fertigstellung der Lafette erfolgte kurze Zeit später, woraufhin das Geschütz auf dem Übungsplatz Rügenwalde-Bad bei Rügenwalde in Hinterpommern montiert und getestet wurde.
Am 8. Januar 1942 wurde die Schwere Artillerie-Abteilung (E) 672 aufgestellt; Kommandeur dieser Einheit war Oberstleutnant Robert Böhm.

### Transport und Aufbau

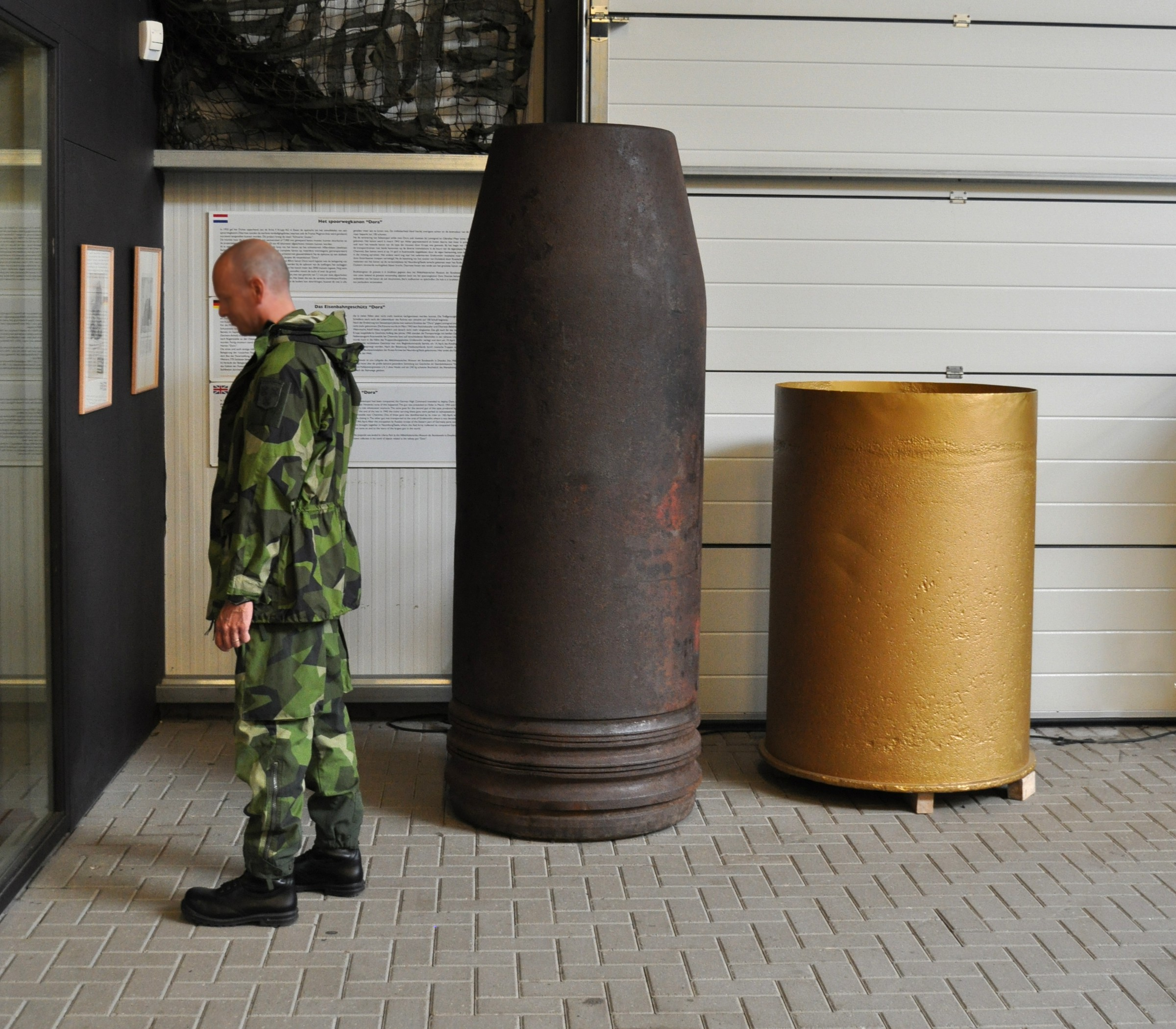
Granate und Kartuschen-Ladehülse für 80-cm-Kanone (E)

Die Verlegung des Geschützes sowie der Mannschaften und des Gleismaterials erforderte allein fünf Eisenbahnzüge und drei bis vier Bauzüge für den Aufbau des Geschützes und der Feuerstellung. Der Bau der Feuerstellung nahm die meiste Zeit in Anspruch, da die Aufbaustrecke dreigleisig und die in einem Kreisbogen verlegte Schießstellung zweigleisig mit zusätzlichen Stabilisierungselementen über eine Länge von etwa 900 m angelegt werden musste. Zudem wurden zu beiden Seiten der Schießstellung Erdwälle aufgeworfen, die zusammen mit Tarnnetzen für den Schutz des Geschützes sorgen sollten. Zum Luftschutz standen zwei Heeres-Flakabteilungen bereit. Der Aufbau des Geschützes selbst konnte mit den auf zwei zusätzlichen Schienen außerhalb der drei Aufbaugleise laufenden Portalkränen innerhalb von 56 Stunden erfolgen.
Zum Verschieben des Geschützes in der Feuerstellung kamen zwei eigens von Krupp für diese Aufgabe entwickelte Diesel-Doppelloks des Typs D 311 zum Einsatz. Die Feinrichtung erfolgte in Selbstfahrt durch eingebaute Elektromotoren in den Drehgestellen des Geschützes. Die Kartuschen der Granaten wurden wie bei allen schweren deutschen Eisenbahngeschützen seit dem Paris-Geschütz in einem separaten Klimawagen gelagert, um die für die optimale und vor allem berechenbare Verbrennung des verwendeten zweibasigen Nitrocellulosepulvers erforderliche Temperatur von etwa 15 °C zu gewährleisten.

### Kampfeinsatz

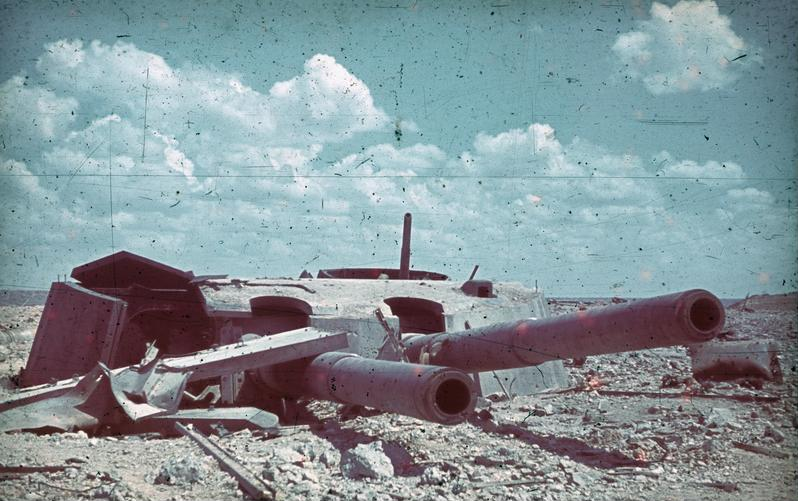
Die Küstenbatterie Maxim Gorki I, die am 17. Juni 1942 während der Belagerung Sewastopols beschossen wurde.

Der einzige Kampfeinsatz fand während der Belagerung Sewastopols im Juni 1942 statt. Hierzu wurde das Geschütz im April 1942 auf die Krim verlegt. Während der Planung der Belagerung stieß der Einsatz der Dora auf Skepsis: So wies General Erik Hansen vom LIV. Armeekorps darauf hin, dass der Einsatz die Nachschubwege stark belaste. Für die wenigen Objekte in Sewastopol, die als Ziele der Dora in Frage kämen, stünden auch andere Waffensysteme zur Verfügung, so Hansen. Der Bau der Feuerstellung erfolgte bei Bachtschyssaraj, etwa 25 Kilometer nordöstlich von Sewastopol. Dabei wurden bis zu 1500 zivile Arbeitskräfte sowie 1000 Angehörige der Organisation Todt eingesetzt. Es entstanden ein zwei Kilometer langes Zufahrtsgleis, ein rund 1200 Meter langer dreigleisiger Abschnitt zum Aufbau des Geschützes sowie die Schießkurve. Insgesamt waren rund 5000 Menschen für den Einsatz des Geschützes erforderlich; unter ihnen befanden sich etwa 20 Ingenieure der Firma Krupp.
Während der Belagerung Sewastopols kam das Geschütz Dora ab dem 5. Juni an insgesamt fünf Tagen zum Einsatz, ehe am 17. Juni der gesamte Munitionsvorrat aufgebraucht war. Der „einzige mit absoluter Sicherheit nachgewiesene Beschuß mit bedeutsamen Erfolg“ waren Treffer am Munitionslager des Werks „Weiße Klippen“, das am Nordrand der Sewernaja-Bucht bis zu 30 Meter unter der Erde lag. Von den insgesamt 48 abgefeuerten Schüssen lagen zehn näher als 60 Meter zum Ziel; die größte Abweichung betrug 740 Meter. Zwischen dem 2. Juni und dem 1. Juli 1942 verschoss die bei Sewastopol eingesetzte deutsche Artillerie 26.281 Tonnen Munition, wovon knapp 1,3 Prozent auf das Geschütz Dora entfielen. Hinzu kamen 20.529 Tonnen Bomben, die bei 23.751 Einsätzen der Luftwaffe abgeworfen wurden. Nach der Eroberung Sewastopols war es wegen der starken Zerstörung der Stadt vielfach nicht möglich, die Einschlagsorte der Dora-Geschosse zu identifizieren. Beim einzigen zweifelsfrei festgestellten Einschlagsort handelte es sich um ein 32 Meter tiefes brunnenschachtartiges Loch, an dessen Boden sich eine durch die Detonation der Granate entstandene höhlenartige Erweiterung befand.
Nach der Beschießung Sewastopols sollte im September 1942 ein weiterer Einsatz während der Belagerung Leningrads beim Unternehmen Nordlicht folgen. Dazu wurde eine Geschützstellung am Bahnhof Taizy südlich von Leningrad errichtet. Ein Einsatz unterblieb, da eine sowjetische Großoffensive erwartet wurde. Das Geschütz wurde vor November 1942 zurück nach Rügenwalde verbracht; die Besatzung des Geschützes wurde später dem 388. Volks-Artillerie-Korps zugeteilt.

### Überholung
In Rügenwalde erhielt das Geschütz ein neues (wie beim zweiten Geschütz nunmehr zweilagiges) Seelenrohr, da das alte bereits vor der projektierten Standzeit von 100 Schuss stark abgenutzt war. Die je 1850 kg Hochleistungstreibladung pro Schuss brannten das Rohr sehr schnell aus; schon ab dem 15. Schuss sah die Trefferlage schlecht aus.
Ein weiteres Erprobungsschießen des Geschützes fand zwischen dem 17. und 19. März 1943 in Rügenwalde (Schießplatz Rügenwalde-Bad) statt. An einem Vorführungsschießen am 19. März nahmen Hitler, Rüstungsminister Albert Speer, Generalfeldmarschall Wilhelm Keitel und weitere Generäle sowie Alfried Krupp von Bohlen und Halbach und mehrere Direktoren der Krupp-Werke teil.

### Geplante Modifizierung
Im weiteren Kriegsverlauf wurde eine Modifizierung der beiden „Gustav“-Geräte als Planprojekt betrieben, um parallel zum Einsatz der V-Waffen Großbritannien mit Artillerie zu beschießen. Um die erforderlichen Schussweiten von 100 bis 200 km zu erreichen, sollten ein auf 44 m verlängertes glattes Seelenrohr eingebaut, Gegengewichte für die Rohrverlängerung am Verschlussblock montiert sowie Ansetzer und Munitions- und Kartuschentransport umkonstruiert werden. Noch wichtiger für die Reichweitensteigerung war der Einsatz neuer Munition.
Da sich Granaten mit Raketenzusatzantrieb bei vorangegangenen Projekten als unpräzise erwiesen hatten, sollte nun das „Peenemünder Pfeilgeschoss“ eingesetzt werden, ein unterkalibriges (52 cm) pfeilstabiles Treibspiegelgeschoss. Dieses sollte bei einem Gewicht von 2000 kg eine Mündungsgeschwindigkeit von über 1200 m/s und eine Reichweite von über 130 km haben. Bei einer Sprengladung von nur noch 180 kg wäre dieses nicht panzerbrechende Geschoss jedoch nur noch eine psychologische Waffe ohne militärischen Wert gewesen.

### Lagerung und Verbleib

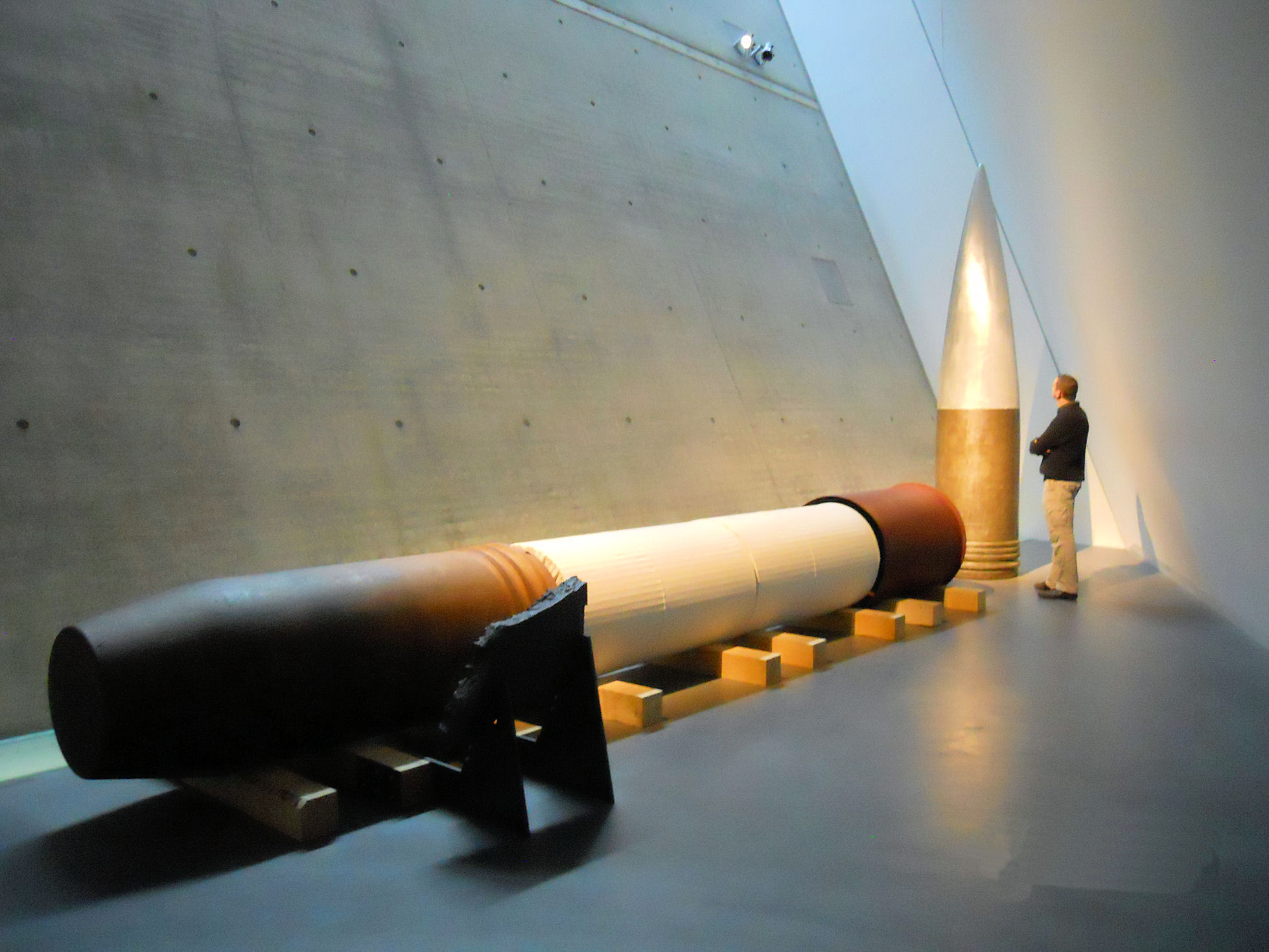
„Dora-Ensemble“ (Geschoss und Kartusche im Größenvergleich) im Militärhistorischen Museum der Bundeswehr, Dresden

Im September 1943 wurde das Geschütz in das Heeres-Nebenzeugamt nach Auerswalde bei Chemnitz gebracht und dort eingelagert. Am 14. April 1945, einen Tag vor dem Eintreffen der US-amerikanischen Truppen, wurde das Geschütz gesprengt. Im Sommer 1945 wurde es von sowjetischen Spezialisten untersucht und im Herbst desselben Jahres zum sowjetischen Beutesammelplatz nach Merseburg verbracht. Danach wurde Dora in Teilen zum Polygon Rschew (einem Artillerieschießplatz) bei Toksowo in der Nähe von Leningrad transportiert. Dort blieb es bis 1950, worauf es aufgrund eines Befehls von Rüstungskommissar Ustinow in das Stalingrader Werk „Barrikade“ umgelagert wurde. 1954 wurde es nochmals auf das Testgelände Prudboi (Полигон Прудбой) in der Nähe von Stalingrad überführt. Dort wurde die Kanone 1960 zerteilt und eingeschmolzen, Geschosse wurden gesprengt. Zwei Hülsen befinden sich jetzt im Museum „Stalingradskaja Bitwa“ in Wolgograd (erster Saal).
Das zweite (nie eingesetzte) Geschütz wurde im März 1943 in Rügenwalde abgebaut und weiter westlich eingelagert. Im Februar 1945 trafen die Geschützzüge im Heeres-Nebenzeugamt in Auerswalde ein. Ende März wurden sie nach Grafenwöhr verbracht und dort am 19. April 1945 gesprengt. Die Trümmer wurden in den 1950er-Jahren verschrottet.
Teile des dritten Geschützes (Kaliber 52 cm) wurden nach dem Krieg in den Krupp-Produktionsstätten in Essen gefunden.
Das weltweit größte „Dora-Ensemble“ befindet sich im Militärhistorischen Museum der Bundeswehr in Dresden im Themenparcours „Schutz und Zerstörung“. Ausgestellt ist eine 80-cm-Granate als Teilnachbau (teilweise original).

## Technische Daten
- Gewicht: 1350 t
- Gewicht des Rohres: 400 t

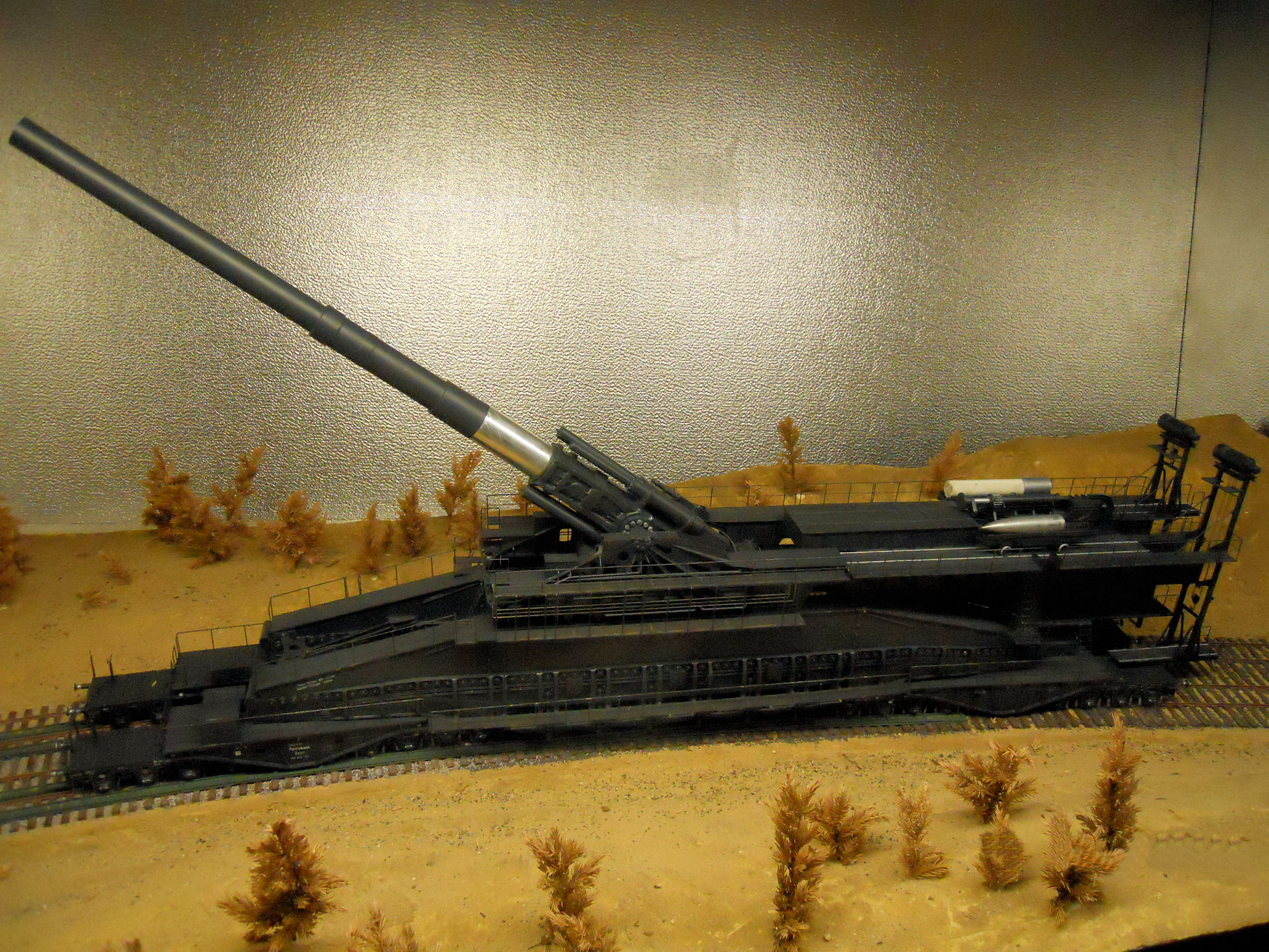
Modell 1:50

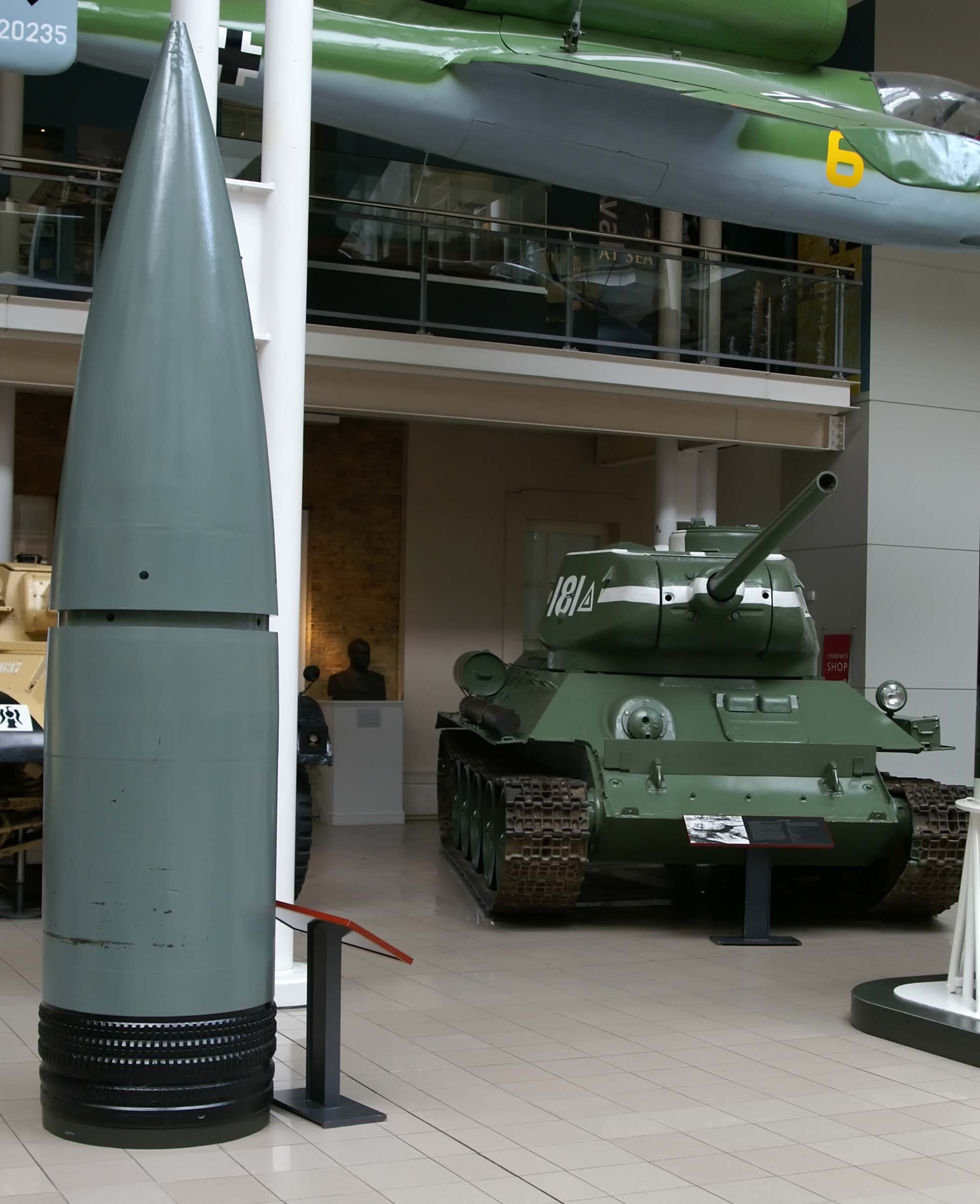
80-cm-Granate, im Hintergrund ein T-34/85

- Länge über Puffer / Breite / Höhe: 47,30 m / 7,10 m / 11,60 m
- Kaliber: 800 mm
- Rohrlänge: 32,48 m
- Erhöhung (max.): 65°
- Leistung der Dieselloks: 2 × 940 PS
- Munitionsarten:
  - panzerbrechendes Geschoss
    - Gewicht: 7.100 kg
    - Länge: 6,79 m

  - Sprenggranate
    - Gewicht: 4.800 kg
    - Länge: 8,26 m
- Leistungsdaten
  - Mündungsgeschwindigkeit:
    - kleine Ladung: 600 m/s
    - mittlere Ladung: 700 m/s
    - große Ladung
      - Sprenggranate: 820 m/s
      - Panzergranate: 720 m/s

  - Reichweite
    - kleine Ladung: 28 km
    - große Ladung: 47 km

  - ursprünglich geplante Nutzbarkeit des Rohres: etwa 100 Schüsse
  - Durchschlagskraft der Panzergranate
    - Stahl: 1 m
    - Stahlbeton: 7 m
    - Beton: 10 m
    - gewachsener Boden: 32 m
- Aufbauzeit: 56 Stunden (siehe Transport und Aufbau)
- Personal für Feuerleitung und Bedienung: 1.500 Mann einer besonderen Artillerieabteilung
- Personal für Stellungs- und Gleisbau, Montage, Wartung, Bewachung, Tarnung usw.: 4.120 Mann
- Laden der Kanone: 19 bis 45 Minuten
- vermutete mittelwertige Kadenz bei optimalen Bedingungen: 1,45 Schüsse pro Stunde

## Das Dora-Geschütz als Instrument der Propaganda
Der Einsatz des Dora-Geschützes in der Schlacht um Sewastopol, welcher der einzige Einsatz dieser Waffe blieb, wurde vom NS-Regime zur Propaganda, insbesondere durch Berichte der Propagandakompanie (PK), genutzt. So wurde die Beschießung der Festung Sewastopol durch das Eisenbahngeschütz „Dora“ und den Karl-Mörser „Thor“ von den Kriegsberichterstattern Walter Frentz und Gerhard Garms auf Farbfilm aufgenommen. Diese Aufnahmen wurden in der Deutschen Wochenschau Nr. 617 in Schwarzweißkopien gezeigt (siehe Panorama-Farbmonatsschau). Der Wochenschaubericht wurde vom Reichspropagandaleiter Joseph Goebbels, der nach eigenen Angaben an der veröffentlichten Fassung mitgewirkt hatte, als „staatspolitisch und künstlerisch besonders wertvoll“ bezeichnet. Im Völkischen Beobachter wurde den „PK-Männern für dieses dokumentarische Geschenk an die Heimat“ gedankt und darüber berichtet, „wie unsere Artillerie mit Geschützen und Mörsern bisher kaum für möglich gehaltener Kaliber auf die Festung trommel[t]“. In der Wochenschau Nr. 659 waren in einem Bericht über den Bau des Atlantikwalls Szenen vom Aufbau des Geschützes „Dora“ einmontiert, die suggerierten, Geschütze dieses Kalibers seien Teil des Schutzes gegen eine alliierte Invasion. Die Aufnahmen waren auf dem Übungsplatz Rügenwalde entstanden.
Etwa drei Wochen nach der Eroberung Sewastopols wandte sich Gustav Krupp von Bohlen und Halbach schriftlich an Hitler und behauptete, die Waffe habe „nun ihre Wirksamkeit bewiesen“. Zudem ersuchte Krupp – auch im Namen seiner Frau – um die „Gunst, die Krupp-Werke von einer Kostenforderung für dieses erste Erzeugnis zu entbinden.“ Bereits im 19. Jahrhundert hatten die Krupp-Werke dem preußischen König ein Geschütz zum Geschenk gemacht; zudem wurden Besichtigungen der Fabriken angeboten. In seinem Schreiben an Hitler verwies Krupp auf ein Beispiel Alfred Krupps von 1870. Der Historiker Harold James ordnet die „Gastlichkeit, Werbung und Besichtigungstouren“ Krupps im 19. Jahrhundert als „Bestandteil[e] einer Marketing-Strategie“ ein, „die potentielle Kunden in ein Gewebe aus persönlicher Nähe und Vertrauen einspann.“
Belegt ist, dass Hitler die von Krupp entwickelte und gebaute Waffe „meine stählerne Faust“ sowie „meine gewaltigste Artilleriefaust“ nannte. Nach dem Einsatz von Krupps Eisenbahngeschütz „Dora“ bei der Zerstörung der sowjetischen Festung Sewastopol sprach Hitler dem Unternehmen die „höchste Anerkennung für die unvergleichliche Leistung bei der Verstärkung der militärischen Macht Deutschlands aus“. Indes kam diese Waffe infolge der logistischen und sonstigen Probleme – der Sewastopol-Einsatz hatte „mehrere […] Sonderzüge […] und 4500 Mann Bedienung“ erfordert – nicht nochmals zum Kampfeinsatz.
Während das Dora-Geschütz sowohl von der NS-Propaganda als auch in einem Großteil der populären Kriegsliteratur der Nachkriegszeit und teils bis in die Gegenwart hinein mit Superlativen wie „größte Kanone aller Zeiten“, „Wunderwaffe“ und „schwerstes Geschütz der Welt“ gekennzeichnet wurde, ordnete ein 1952 in der Allgemeinen Schweizerischen Militärzeitschrift erschienener Bericht das „Gerät ‚Dora‘“ in militärischer Hinsicht als „mehr eine technische Absurdität mit einer im Vergleiche zum ungeheuren Aufwand geringen Leistung“ ein. Karl Justrow, in der Zeit des Nationalsozialismus Chef der Abnahme im Heereswaffenamt, befand 1954, bei der Schussweite der Dora sei die Aussicht auf Treffer bei Objekten kleiner Flächenausdehnung „von vornherein fast gleich null“ gewesen. Durch die Steigerung des Kalibers sei die Dora in einen Bereich gekommen, wo die Leistung nur noch langsam, der Aufwand aber sehr rasch steige. Die Treffgenauigkeit der Dora sei „nach verhältnismäßig wenigen Schüssen so schnell bis zur Unbrauchbarkeit des Rohres“ abgesunken, dass „man schon aus diesem Grund erwägen mußte, ob deren Verwendbarkeit lohnt.“ Albert Speer, Rüstungsminister unter Hitler, behauptete nach dem Kriegsende, er und seine Mitarbeiter hätten „dieses Monstrum“ abgelehnt.